# Embalse de Ribesalbes

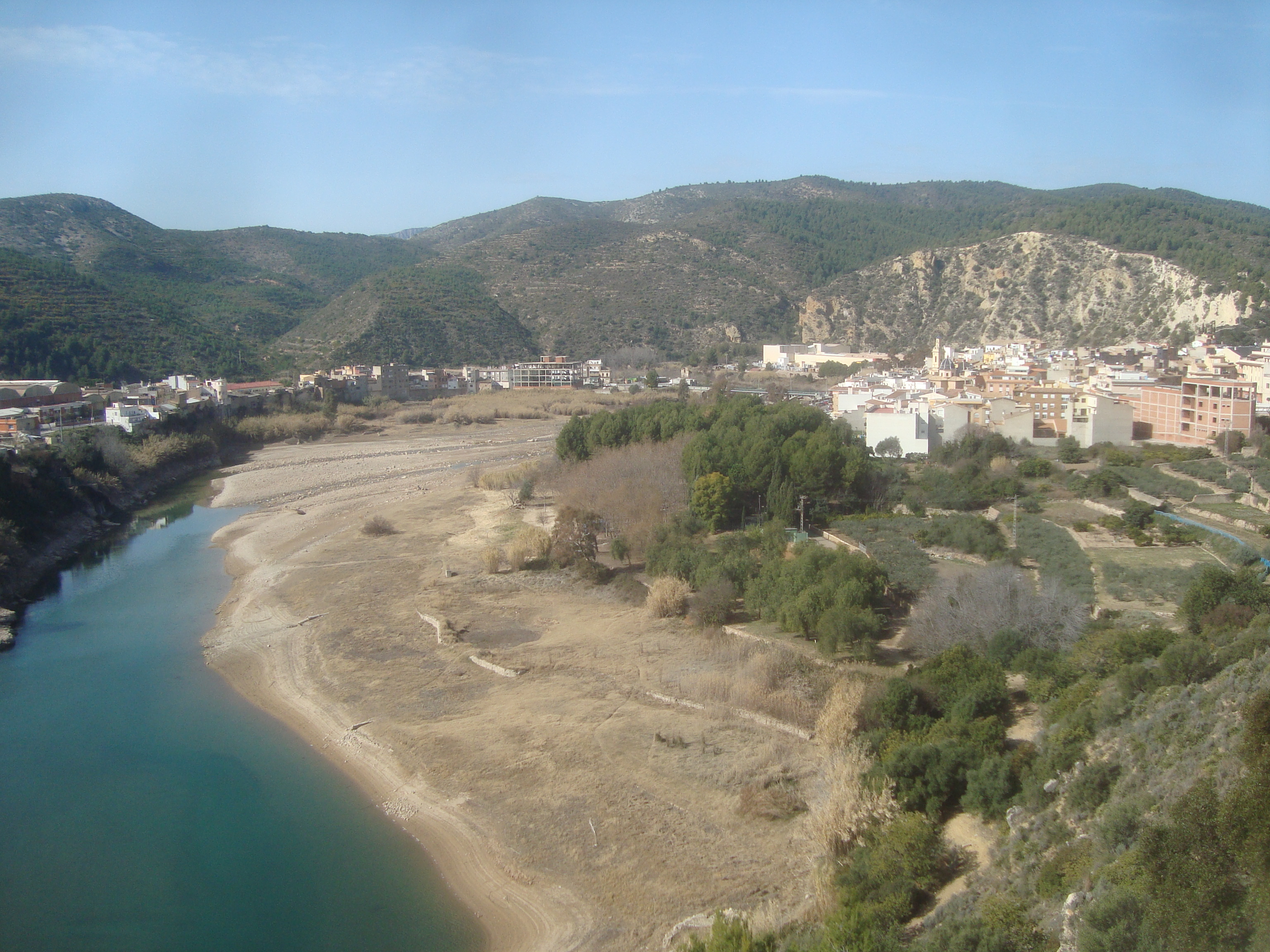
Vista panorámica de Ribesalbes.

El embalse de Ribesalbes se sitúa en el municipio del mismo nombre en la provincia de Castellón, España.
Se construyó en los años 40 en el cauce del río Mijares, riu de Millars, sobre una superficie de 5 hectáreas y con una capacidad máxima de 0,3 hm³ . La obra fue construida mediante una presa de gravedad con una altura de 21 m y una longitud en coronación de 73 m.
Se destina a la producción eléctrica.
Esta presa pertenece a la Confederación Hidrográfica del Júcar.
- Datos: Q5816027